# Feuchtwiese Hansell
Das Naturschutzgebiet Feuchtwiese Hansell liegt auf dem Gebiet der Gemeinde Altenberge im Kreis Steinfurt in Nordrhein-Westfalen. Das Gebiet erstreckt sich östlich des Kernortes Altenberge und nordöstlich von Hansell, einer Bauerschaft in Altenberge. Am östlichen Rand verläuft die Landesstraße 529. Östlich verlaufen die Kreisstraße 13, die A 1 und die B 219, westlich verlaufen die L 510 und die B 54. Nordöstlich erstreckt sich das 16,24 ha große Naturschutzgebiet (NSG) Hanseller Floth und südöstlich das 15,89 ha große NSG Naturschutzgebiet Rottbusch.

## Bedeutung
Für Altenberge ist seit 1984 ein 17,79 ha großes Gebiet unter der Kenn-Nummer ST-038 als Naturschutzgebiet ausgewiesen. Das Gebiet wurde unter Schutz gestellt zur Erhaltung und Entwicklung:
- zweier landesweit bedeutsamer Grünlandkomplexe, welche aufgrund ihrer entsprechenden Vegetationsstrukturen im Verbund mit anderen Feuchtwiesenschutzgebieten große Bedeutung für das europäische Biotopverbundnetz darstellen
- eines Feuchtwiesenbereiches als wichtiger Lebensraum für eine bedeutsame Laubfroschpopulation, weitere Amphibienarten und eine Anzahl von Libellenarten.